# Les Victimes de l'alcoolisme
Les Victimes de l'alcoolisme è un film francese, del 1902 diretto da Ferdinand Zecca.

## Trama

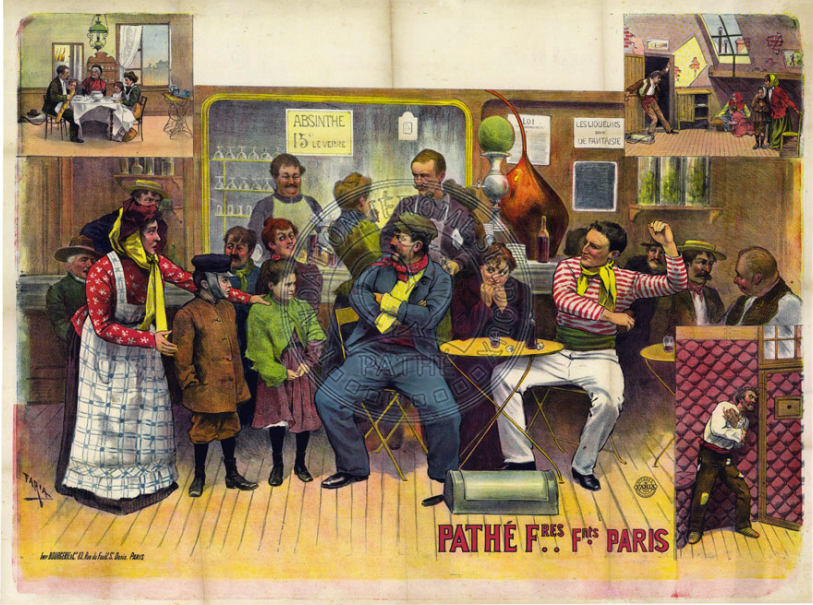
Manifesto per il film

Un operaio, a causa del suo alcolismo, trascina se stesso e la sua famiglia nella miseria.
Film in cinque dipinti:
1. Interno di una famiglia di lavoratori, felice e prosperosa.
2. Il primo passo, al commerciante di vini.
3. Le devastazioni dell'alcool: Sua moglie lo sorprende alla mescita.
4. In soffitta, la miseria senza cibo.
5. In manicomio, e morte per delirium tremens.